# Agamestore (poeta)
Agamestore (Farsalo, ... – ...) è stato un poeta greco antico.

## Biografia e opere
Vissuto probabilmente nella tarda età ellenistica, Agamestore era originario di Farsalo, in Tessaglia.
Abbiamo notizia di un suo Epitalamio di Teti (Θέτιδος ἐπιθαλάμιος), del quale Tzetze ha trasmesso quattro versi, che contengono una interpretazione etimologica del nome Ἀχιλεύς (Achileús= ἀ+ χεῖλος).